# Bitka pri Klastidiju
Bitka pri Klastidiju (latinsko Clastidium) je bila bitka leta 222 pr. n. št. med Insubri in vojsko Rimske republike, ki jo je vodil rimski konzul Mark Klavdij Marcel.
Flor piše, da je Insubrom poveljeval Viridomar ali Britomart. Rimljani so v bitki zmagali. Marcel je v boju mož na moža ubil kralja Insubrov in bil zato nagrajen s spolia opima, eno od največjih časti antičnega Rima. Bitka je bila ena od samo nekaj bitk Rimske republike, v katerih je zmagala rimska konjenica brez pomoči legij.

## Ozadje
Po uspešnih pohodih konzulov Publija Furija Fila in Gaja Flaminija proti Insubrom leta 223 pr. n. št. so Insubri poslali v Rimski senat svoje odposlance s prošnjo za  mir.  Nova konzula Mark Klavdij Marcel in Gnej Kornelij Scipion Kalv sta ostro zahtevala, da se mir ne sklene. Insubri so se po zavrnitvi prošnje odločili, da se bodo borili do zadnjega in najeli 30.000 Gestov, da bi jim pomagali. 
Ko se je začela nova vojna sezona, sta konzula s svojima legijama vdrla na ozemlje Insubrov in začela oblegati Acerrae, sedanji Pizzighettone, meg Cremono in Lodijem južno od Milana. Insubri oblegancem niso mogli priti na pomoč, ker so Rimljani zasedli vse ključne položaje okoli obleganega mesta. Insubri so poskušali prekiniti oblegane tako, da je del njihove vojske prečil Pad, vdrl na ozemlje Anarov in začel oblegati mesto Klastidij. Ko sta konzula izvedela za obleganje, je Marcel z dvema tretjinama svojih konjenikov (okoli 3.200 mož) in manjšim številom najbolj usposobljenih pešcev odhitel na pomoč oblegancem. Gnej je z glavnino rimske vojske nadaljeval obleganje Acerrae.

## Bitka
Kelti so po novici, da prihaja sovražnik, prekinili obleganje in se odpravili proti Rimljanom. Napadu rimske konjenice so se sprva žilavo upirali, po napadu s kril in zaledja pa so popustili in začeli bežati. Več tisoč Galcev je bilo na begu ubitih, veliko pa se jih je utopilo v Padu.

## Posledice
Rimljani, navdušeni nad zmago, so kmalu zatem zavzeli Acerrae, demoralizirani Galci pa so se umaknili proti Mediolanu, največjem mestu Insubrov. Gnej jim je sledil in se nenadoma pojavil pred Mediolanom. Galci se sprva niso zmedli, ko so se  vračali v Acerrae, pa so doživeli napad iz zaledja, ki so ga s težavo odbili. Gnej jim je sledil, opustošil deželo in z napadom zavzel Mediolanum. Po izgubi glavnega mesta so Insubri izgubili upanje na zmago in se brezpogojno vdali. 
Rimljani so v bitki pri Klastidiju premagali  največje neodvisno keltsko pleme v Italiji in trdno vzpostavili svojo hegemonijo nad dolino Pada, takrat najbolj produktivne kmetijske regije na Apeninskem polotoku.